# Esterino Montino
Esterino Montino (Roma, 6 aprile 1948) è un politico italiano, Sindaco del comune di Fiumicino dal 2013 al 2023.
È stato senatore della Repubblica per due legislature: la XIV e la XV, vicepresidente della Regione Lazio dal 5 maggio 2008 al 27 ottobre 2009, giorno in cui diventa presidente della Regione ad interim fino al 16 aprile 2010.

## Biografia
Prima di entrare in politica, è stato attivo nel sindacato della Confederazione Generale Italiana del Lavoro (CGIL), fino a ricoprire la carica di segretario provinciale della FederBraccianti-CGIL.
È stato dal 1985 al 2001 consigliere comunale a Roma sotto svariate amministrazioni comunali, da Nicola Signorello fino a Francesco Rutelli, dove ha ricoperto anche l'incarico di assessore ai lavori pubblici nella seconda giunta capitolina di Rutelli, nell'anno del Giubileo voluto da Papa Giovanni Paolo II.

### Elezione a senatore
Alle elezioni politiche del 2001 viene candidato al Senato della Repubblica, tra le liste proporzionali dei Democratici di Sinistra nella circoscrizione Lazio, e viene eletto come senatore. Nella XIV legislatura della Repubblica Italiana fa parte della 13ª Commissione Territorio, ambiente, beni ambientali, dell'8ª Commissione Lavori pubblici e comunicazioni, della Commissione parlamentare d'inchiesta sulle cause dell'inquinamento del fiume Sarno, della Commissione parlamentare per l'indirizzo generale e la vigilanza dei servizi radiotelevisivi e della Sottocommissione permanente per l'accesso.
Alle elezioni politiche del 2006 si ricandida al Senato, tra le liste de L'Ulivo nella circoscrizione Lazio, e venendo rieletto senatore per i DS della XV legislatura della Repubblica Italiana. È stato membro della 8ª Commissione permanente Lavori pubblici, comunicazioni del Senato e membro della Commissione parlamentare per l'indirizzo generale e la vigilanza dei servizi radiotelevisivi.
Dal maggio 2005 al marzo 2007 ha ricoperto l'incarico di segretario della federazione romana dei Democratici di Sinistra.

### Regione Lazio
Il 13 marzo 2008 viene nominato vicepresidente della Regione Lazio con deleghe regionali all'Urbanistica dal presidente della Regione Piero Marrazzo, prendendo il posto di Massimo Pompili, eletto alla Camera dei deputati alle politiche di quell'anno.
Il 24 ottobre 2009 riceve da Marrazzo, autosospesosi dall'incarico di Presidente della Regione Lazio, perché coinvolto in uno scandalo a luci rosse dove è stato filmato mentre si incontrava con un maschio transessuale, la delega per tutte le competenze in carico al presidente regionale.
Il provvedimento è stato contestato da alcuni esponenti del Popolo della Libertà, in quanto l'autosospensione «non è prevista dallo statuto regionale». Il 27 ottobre a seguito delle dimissioni ufficiali di Marrazzo e il giorno dalla carica di Presidente della Regione, si è aperta la strada alle elezioni anticipate.
Si candida alle elezioni regionali nel Lazio del 2010 col Partito Democratico (PD), nella mozione della storica radicale Emma Bonino, venendo eletto nella circoscrizione di Roma con 21.745 preferenze in Consiglio regionale del Lazio, diventando successivamente nel 2012 Capogruppo PD in Consiglio regionale, fino al 2013.

### Sindaco di Fiumicino

#### Primo mandato
In vista delle elezioni amministrative del 26-27 maggio 2013, si candida a sindaco del comune di Fiumicino, venendo appoggiato, oltre dal PD, da: Sinistra Ecologia Libertà, Unione di Centro, Italia dei Valori, Fronte Verde-Partito Pensionati, Federazione della Sinistra, Partito Socialista Italiano e le liste civiche "Esterino Montino Sindaco", "Cambiare Davvero" e "Comune Autonomia e Libertà". Al primo turno ottiene il 35,96% dei voti, accedendo al ballottaggio con il candidato del centro-destra Mauro Gonnelli, arrivato al 46,40%. Al ballottaggio del 9-10 giugno Montino viene eletto sindaco di Fiumicino con il 51,84% dei voti contro il 48,16% di Gonnelli, insediandosi il giorno successivo.
Nel corso della sua amministrazione, si è occupato: di migliorare gli istituti scolastici, dell’apertura di una associazione a sostegno delle donne vittime di violenza, la lotta per le unioni civili e, infine, il miglioramento del sistema di smaltimento dei rifiuti per tutelare Fiumicino dall’inquinamento e renderla maggiormente vivibile.

#### Secondo mandato
A febbraio 2018, tramite il suo profilo Instagram, annuncia che si ricandida per un secondo mandato alle amministrative del 2018. Alla guida di una coalizione di centro-sinistraIn vista delle primarie del P formata da: Partito Democratico, Liberi e Uguali, Fronte Verde-Partito Pensionati e altri partiti minori e liste civiche, al primo turno ottiene il 38,9% dei voti (11.650 preferenze), accedendo al ballottaggio con il candidato del centro-destra (sostenuto da Forza Italia, Energie per l'Italia e da cinque liste civiche) Mario Baccini, ex ministro per la funzione pubblica, fermo al 28,63% dei voti (8.576 preferenze). Al ballottaggio del 24 giugno, Montino viene rieletto sindaco di Fiumicino con il 57,22% dei consensi contro il 42,78% di Baccini.
In vista delle primarie del Partito Democratico del 2019, firma un appello assieme ad altri sindaci (compreso lui 200) a sostegno della mozione "Piazza Grande" di Nicola Zingaretti, presidente della Regione Lazio dal 12 marzo 2013, candidato con la carriera amministrativa più lunga alle spalle, che risulterà vincente con il 66% dei voti.
Nel 2021, in occasione della Giornata mondiale contro l’omofobia, la transfobia, la lesbofobia e la bifobia, la sua amministrazione comunale ha fatto dipingere con i colori dell'Arcobaleno le strisce pedonali di attraversamento davanti all’ingresso della sede comunale. Il fatto genera diverse polemiche dal centro-destra contro la sua amministrazione, accusata di aver strumentalizzato l'Arcobaleno nella giornata contro l’omofobia per una rivendicazione politica. La replica all'iniziativa del Comune è che si trattava di un gesto simbolico, di rottura verso un clima di odio sempre crescente, un gesto che parla di inclusione; aggiungendo che il centro-destra non ha "il coraggio di dire che a loro delle discriminazioni non interessa proprio niente".

## Vita privata
È enologo, e ha quattro figli. Il 10 giugno 2011, con rito civile celebrato da Massimo D'Alema, ha sposato Monica Cirinnà, conosciuta nel 1993; condivide con lei la passione per la natura e gli animali. La coppia possiede un'azienda agricola biologica a Capalbio.

## Incarichi parlamentari

### XIV legislatura
- 8ª Commissione Lavori pubblici e comunicazioni (dal 7 ottobre 2003 al 27 aprile 2006)
- 13ª Commissione Territorio, ambiente, beni ambientali (dal 22 giugno 2001 al 6 ottobre 2003)
- Commissione parlamentare d'inchiesta sulle cause dell'inquinamento del fiume Sarno (dal 22 luglio 2003 al 27 aprile 2006)
- Commissione parlamentare per l'indirizzo generale e la vigilanza dei servizi radiotelevisivi (dal 31 luglio 2001 al 27 aprile 2006)
- Sottocommissione permanente per l'accesso (dal 6 novembre 2001 al 27 aprile 2006)

### XV legislatura
- 8ª Commissione Lavori pubblici e comunicazioni (dal 6 giugno 2006 al 28 aprile 2008)
- Commissione parlamentare per l'indirizzo generale e la vigilanza dei servizi radiotelevisivi (dall'11 settembre 2006 al 28 aprile 2008)